# Il disertore (film 1942)
Il disertore (Lucky Jordan) è un film del 1942 diretto da Frank Tuttle.
La sceneggiatura si basa su Prelude to Glory, una storia breve di Charles Leonard di cui non si conosce la data di pubblicazione.

## Trama
Lucky Jordan, a capo di un potente racket americano, è chiamato alle armi durante la guerra. Non avendo nessuno spirito patriottico, egli diserta gli acquartieramenti cui era stato assegnato nei pressi di New York, e nell'occasione rapisce la soldatessa Jill Evans.
Jordan entra in possesso casualmente di alcuni documenti militari segreti, ed intende venderli alle spie nemiche. Tali documenti passano di mano diverse volte, fino a quando Jill, che è infine riuscita a liberarsi, fa intervenire l'FBI, a cui Jordan, prima di venire arrestato – ed in una risorgenza di patriottismo -, li consegna.

## Produzione
Le riprese del film, girato con i titoli di lavorazione Prelude to Glory e Lucky Gordon nei Paramount Studios al 5555 di Melrose Avenue e prodotto dalla Paramount Pictures, durarono da metà luglio a fine agosto 1942.
Per questo film, il compositore Adolph Deutsch venne "preso in prestito" dalla Warner Bros..

## Distribuzione
Il copyright del film, richiesto dalla Paramount Pictures, Inc., fu registrato il 26 febbraio 1943 con il numero LP11914.
Il film uscì nelle sale USA il 16 novembre 1942 e venne presentato a New York nella settimana del 25 gennaio 1943. L'8 novembre del 1943, venne distribuito anche in Svezia con il titolo En man av stål. Uscì anche in Portogallo (25 marzo 1947, come Coração de Pedra), in Francia (10 ottobre 1949, come Jordan le révolté), nella Germania Ovest (5 novembre 1954) e in Austria (marzo 1955), come Gangsterfalle